# Tioridazin
Tioridazin (Melaril, Novoridazin, Tioril) je piperidinski tipični antipsihotik iz fenotiazinske grupe. On je ranije široko korišćen za treatman šizofrenije i psihoze. Zbog moguće kardiotoksičnosti i izazivanja retinopatije pri visokim dozama ovaj lek se retko koristi, osim kod pacijenata kod kojih drugi lekovi nisu efikasni, ili imaju kontraindikacije. Ozbiljna nuspojava ovog leka je potencijalno fatalni neuroleptički maligni sindrom. On deluje putem centralnog adrenergičkog i dopaminskog blokiranja. U manjoj meri ispoljava antiholinergičku aktivnost.
U starijim referencama, on se ponekad opisuje kao atipični, dok ga skorije reference uglavnom klasifikuju kao tipični antipsihotik, dok se termin „atipični“ obično rezerviše za agense koji pokazuju D4 selektivnost ili serotoninski antagonizam.

## Hemija
Tioridazin, (±)-(10-[2-(1-metil-2-piperidil)etil]-2-(metiltio)fenotiazin) se sintetiše putem alkilacije 2-metiltiofenotiazina sa 2-(2-hloroetil)-1-metilpiperidinom.

## Spoljašnje veze
- [http://pubchem.ncbi.nlm.nih.gov/summary/summary.cgi?sid=148555
- [http://www.schizophrenia.com/sznews/archives/001377.html

|  | Molimo Vas, obratite pažnju na važno upozorenje u vezi sa temama iz oblasti medicine (zdravlja). |